# Incantesimo tragico (Oliva)
Incantesimo tragico (Oliva) è un film del 1951 diretto da Mario Sequi.

## Trama
Maremma, 1865. Pietro, figlio maggiore di Bastiano, sposa la bellissima Oliva. Per caso, in un sepolcro sperduto nella campagna, Bastiano scopre un tesoro di gioielli molto antichi di gran valore. Ne parla con sua madre Orsola che lo prega di donare tutto alla Madonna, perché su quei gioielli pesa una forte maledizione. Naturalmente lui non considera minimamente le parole della madre e subito nella famiglia si sparge un senso di malcontento, tra le donne nascono recriminazioni, specialmente nei riguardi di Oliva, dubbi e insicurezze per la coltivazione dei terreni, invidie e dissidi di ogni tipo. La passione di Pietro per Oliva si va spegnendo, il cognato Berto si innamora di lei e le regala un magnifico gioiello, altri gioielli riesce ad avere dal suocero con il ricatto, perché lo ha visto rubare, finché non studia di portare via tutto il tesoro cedendo ai desideri di Berto e fuggendo con lui. Nel buio sepolcro Bastiano arriva proprio al momento del furto e spara sul ladro. Quando si rende conto di avere ucciso suo figlio impazzisce di dolore. Oliva fugge, Pietro la insegue. Finiscono in un burrone dove trovano la morte.

## Produzione
Il film, ascrivibile al filone strappalacrime (ribattezzato in seguito dalla critica neorealismo d'appendice), in voga in quegli anni tra il pubblico italiano, è stato girato negli studi di Cinecittà, con esterni in Maremma.

## Distribuzione
Fu distribuito nelle sale cinematografiche italiane il 13 ottobre del 1951.